# Wolferstetter Keller

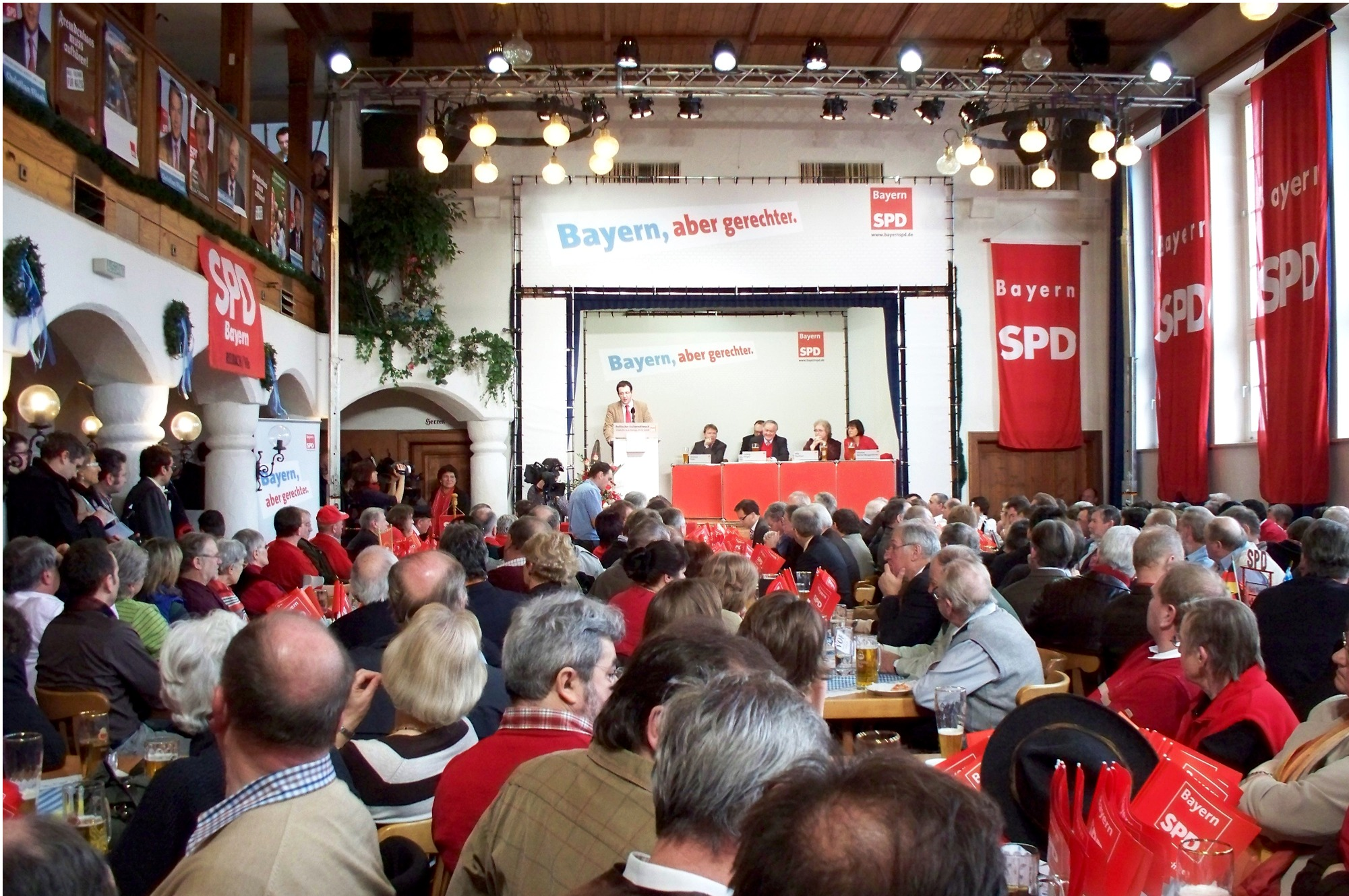
Politischer Aschermittwoch 2009 im Saal des Wolferstetter Kellers

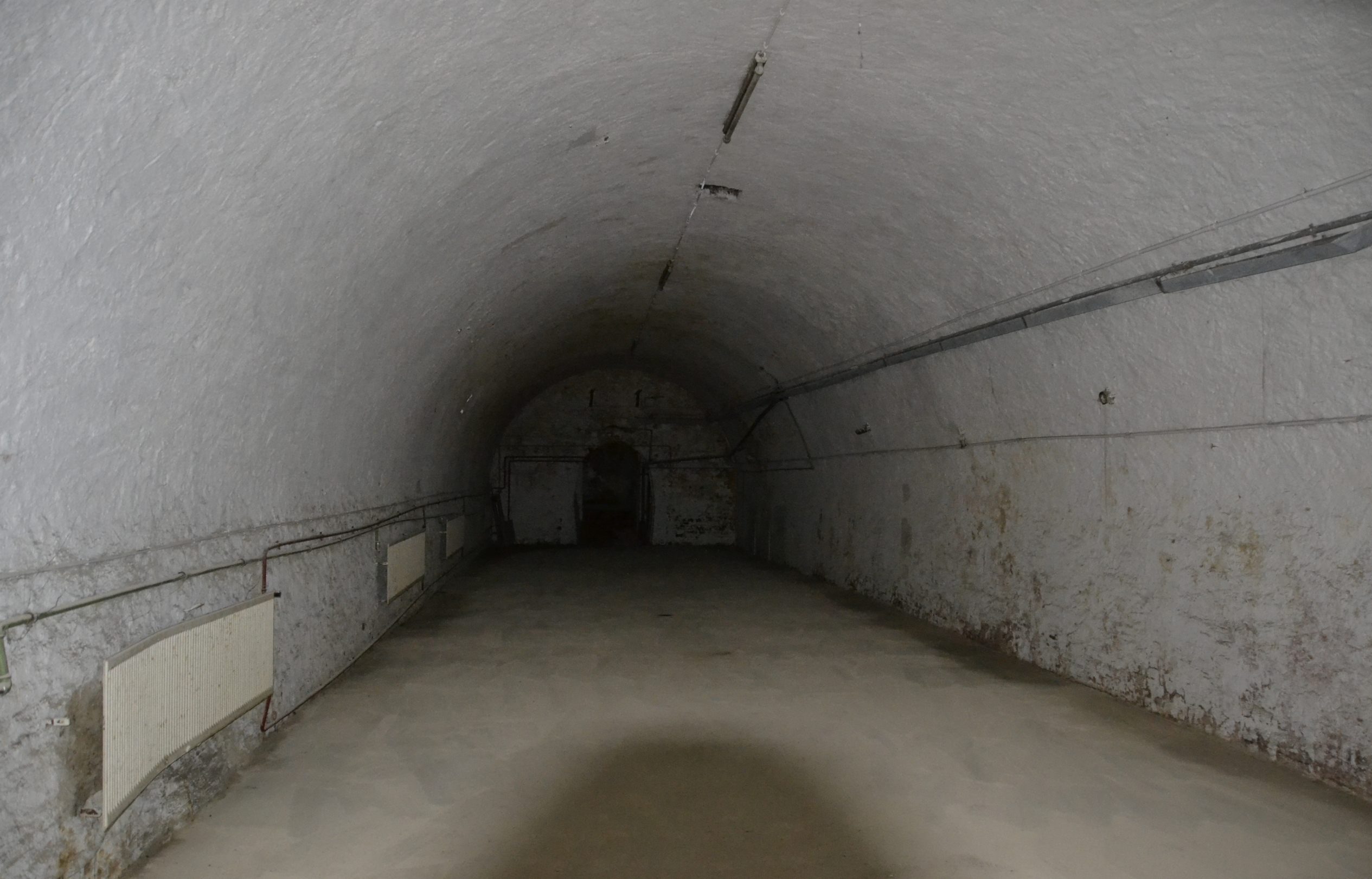
Bierkeller (Aufnahme aus dem Jahr 2014)

Der Wolferstetter Keller ist ein Traditionslokal in Vilshofen an der Donau. Es befand sich im Eigentum und auf dem Betriebsgelände der dort ansässigen Wolferstetter Brauerei und ist nun im Besitz des Vilshofener Unternehmers Stephan Kroneder.
Der Wolferstetter Keller verfügt über einen Saal, drei Gasträume und einen Biergarten. Bis 1974 diente er der CSU als Veranstaltungsort für den Politischen Aschermittwoch, danach nutzte die SPD den Keller für ihre Veranstaltung an diesem Tag. Zeitweilig fand die SPD-Aschermittwochsveranstaltung in einem Bierzelt am Stadtrand statt, kehrte aber wieder in den Wolferstetter Keller zurück.
Unterhalb des Gasthauses befindet sich der Groll-Bierkeller, ein umfangreiches System großer Lagerräume, um Bierfässer zu lagern oder zu kühlen. Das Alter der Kelleranlage wird auf 200 Jahre geschätzt. Seit ca. 100 Jahren wird diese Kelleranlage allerdings nicht mehr genutzt und ist für die Öffentlichkeit in der Regel nicht betretbar. In unregelmäßigen Abständen finden jedoch Führungen statt.